# Special Olympics St. Lucia
Special Olympics St. Lucia (englisch: Special Olympics St. Lucia) ist der lucianische Verband von Special Olympics International, der weltweit größten Sportbewegung für Menschen mit geistiger Beeinträchtigung und Mehrfachbeeinträchtigung. Ziel ist die sportliche Förderung dieser Personengruppe und die Sensibilisierung der Gesellschaft für sie. Außerdem betreut der Verband die lucianischen Athletinnen und Athleten bei den Special Olympics Wettbewerben.

## Geschichte
Special Olympics St. Lucia wurde in den späten 1970er Jahren mit Sitz in Castries gegründet.

## Aktivitäten
2021 waren 155 Athletinnen, Athleten und Unified Partner sowie 49 Trainer bei Special Olympics St. Lucia registriert.
Der Verband nahm 2022 an den Programmen Athlete Leadership, Healthy Athletes, Young Athletes und Unified Sports teil, die von Special Olympics International ins Leben gerufen worden waren.

### Sportarten
Folgende Sportarten wurden 2022 vom Verband angeboten:
- Boccia (Special Olympics)
- Fußball (Special Olympics)
- Leichtathletik (Special Olympics)

### Teilnahme an Weltspielen vor 2020
(Quelle:)
- 2011 Special Olympics World Summer Games, Athen
- 2013 Special Olympics World Winter Games, PyeongChang, Südkorea
- 2015 Special Olympics World Summer Games, Los Angeles, USA (24 Athletinnen und Athleten)
- 2017 Special Olympics World Winter Games, Graz-Schladming-Ramsau, Österreich
- 2019 Special Olympics, World Summer Games, Abu Dhabi (18 Athletinnen und Athleten)[2]

### Teilnahme an den Special Olympics World Summer Games 2023 in Berlin
Special Olympics St. Lucia nahm an den Special Olympics World Summer Games 2023 in der Sportart Fußball teil. Die Delegation wurde vor den Spielen im Rahmen des Host Town Program von Meppen betreut. Das Team gewann bei diesen Weltspielen eine Silbermedaille.